# (32) Pomona
(32) Pomona es un asteroide que forma parte del cinturón de asteroides y fue descubierto por Hermann Mayer Salomon Goldschmidt desde París, Francia, el 26 de octubre de 1854. Está nombrado por Pomona, una diosa de la mitología romana.

## Características orbitales
Pomona orbita a una distancia media del Sol de 2,587 ua, pudiendo acercarse hasta 2,38 ua y alejarse hasta 2,795 ua. Su excentricidad es 0,08016 y la inclinación orbital 5,524°. Emplea 1520 días en completar una órbita alrededor del Sol.